# 大岩山 (京都府)

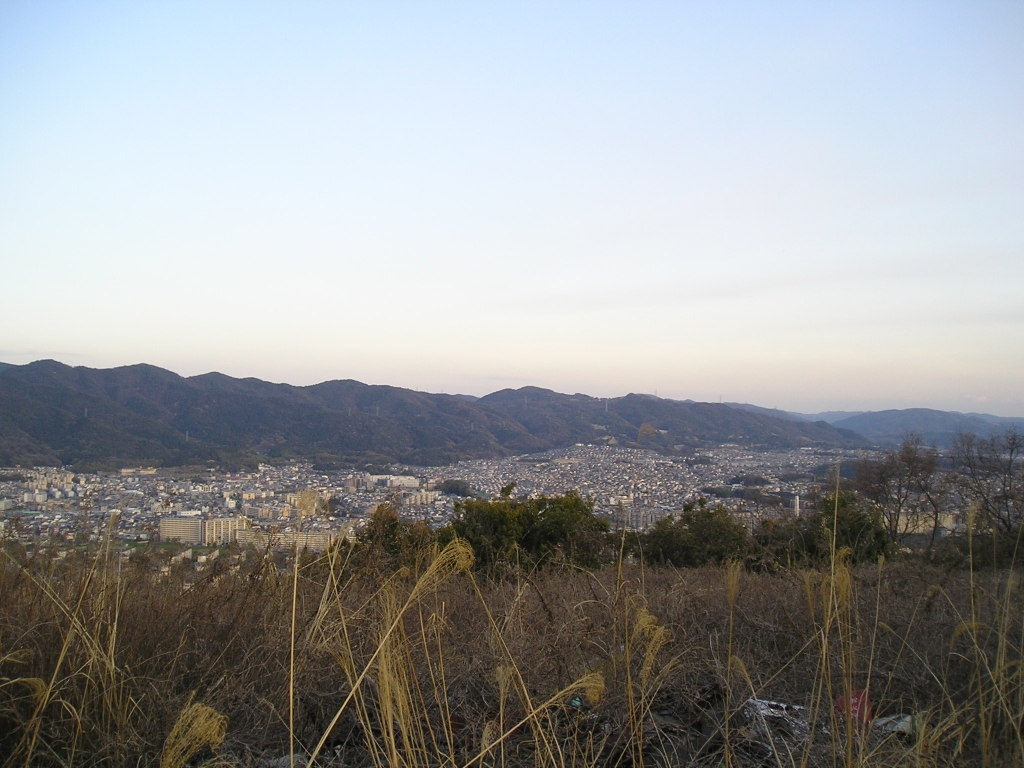
山頂付近より醍醐方面を望む

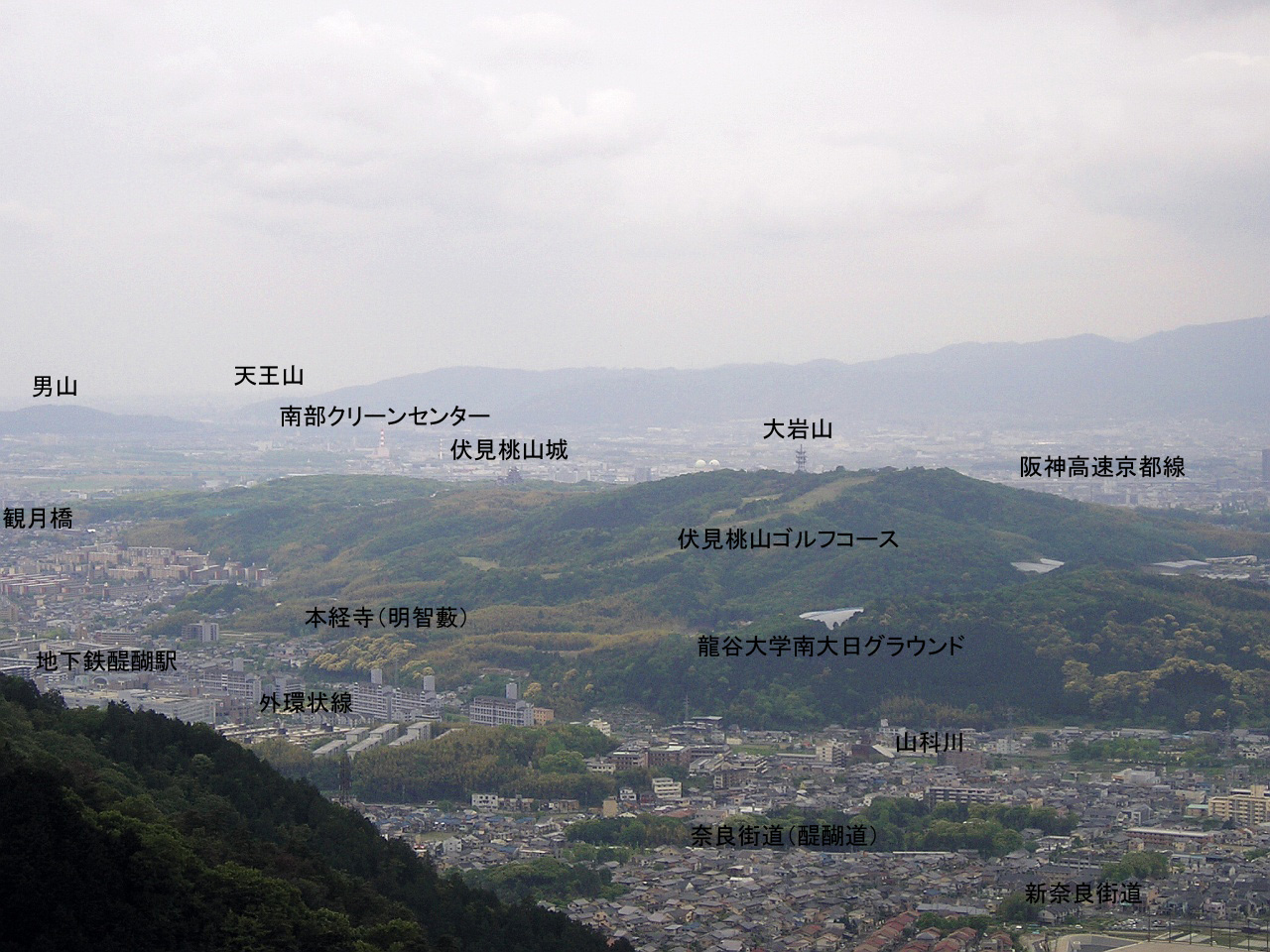
東北側より遠望

大岩山（おおいわやま）は、京都府京都市伏見区と山科区南西部にまたがる山。

## 概要
京都・東山連峰の南端に位置する山で、京都市伏見区の深草と山科盆地を区切っている。本体は、中生代の海底に堆積した「丹波層群」と呼ばれる、砂岩、頁岩、チャートなどから出来ている。山裾は丘陵を成し、100万年 - 30万年前の大阪層群と言う、砂、礫、粘土などの固結していない地層から出来ていて、ここは基本的に竹林で覆われている。
山頂近くにある大岩神社は、戦前は北隣の稲荷山と合わせて、強い信仰の対象となっていたが、戦後次第に衰退し、現在は神社も無住となっている。山頂には通信施設（NTT・テレビ電波中継施設・ラジオ送信施設）の電波塔がある。山頂一帯は以前はゴルフ場だったが、現在ゴルフ場は廃止され、跡地には全面にソーラーパネルが敷き詰められている。三角点は設置されていない。

## 環境問題
大岩山の周辺地域は、産業廃棄物処理業者の違法な処理による、大気汚染と大量の廃棄物の山が深刻な問題となっていた。2008年から行政や地域住民らが協力して法的な措置が取られ、その除去が進められているが、まだまだ完了していない。
また、2009年には山頂付近の雑木の整備が行われるとともに、2010年3月には大岩山展望台が設置され、完成式典には市長や市議会議長も参加した。。
さらに京都・東山トレイルにも加えられ、自然と歴史探訪のコースとなった。展望所からは、遠く大阪のあべのハルカス等の高層ビル群を望むことが出来る。
2017年6月から11月にかけて、大量の建設残土が持ち込まれて投棄されていたことが明らかになった。2018年の西日本豪雨の際に崩れたことで明らかになったものだが、大岩山とその付近は残土投棄の規制対象外となっており、不法投棄の業者に狙い撃ちにされているとの指摘がある。

## テレビ中継所・ラジオ送信所
テレビは、醍醐・深草地区向けにUHF波が中継されている。
このほか、コミュニティFM局「FM845」の送信設備がある。

### 送信・中継設備
従来よりアナログテレビ放送の中継施設が設置されていたが、デジタルテレビ放送についても同様の対応がなされ、2010年5月27日に試験放送が、同年8月1日より本放送が開始された。

#### デジタルテレビ放送
| リモコン キーID | 放送局名     | チャンネル | 空中線電力 | ERP  | 放送対象 地域 | 放送区域 内世帯数 |
| --------------- | ------------ | ---------- | ---------- | ---- | ------------- | ----------------- |
| 1               | NHK 京都総合 | 25         | 1W         | 3.6W | 京都府        | 約167,000世帯     |
| 5               | KBS 京都放送 | 23         | 1W         | 3.6W | 京都府        | 約167,000世帯     |

#### アナログテレビ放送
| チャンネル | 放送局名     | 空中線電力       | ERP          | 放送対象 地域 | 放送区域 内世帯数 |
| ---------- | ------------ | ---------------- | ------------ | ------------- | ----------------- |
| 38ch       | NHK 京都総合 | 映像10W 映像2.5W | 廃局の為不明 | 京都府        | 不明              |
| 40ch       | KBS 京都放送 | 映像10W 映像2.5W | 廃局の為不明 | 京都府        | 不明              |

#### FMラジオ放送
| 周波数                           | 放送局名   | コールサイン | 空中線電力 | ERP | 放送対象 地域      | 放送区域 内世帯数 |
| -------------------------------- | ---------- | ------------ | ---------- | --- | ------------------ | ----------------- |
| 京都リビングエフエム 愛称：FM845 | JOZZ7AB-FM | 84.5MHz      | 20W        | 65W | 伏見区及び周辺地域 | -                 |

### 備考
- NHK大阪Eテレ、MBS毎日放送、ABC朝日放送テレビ、KTV関西テレビ放送、YTV讀賣テレビ放送については、生駒山・大阪送信所などからの電波を直接受信して視聴する。
- FM845の送信施設は、他の施設とは別に設置されている。

## ギャラリー

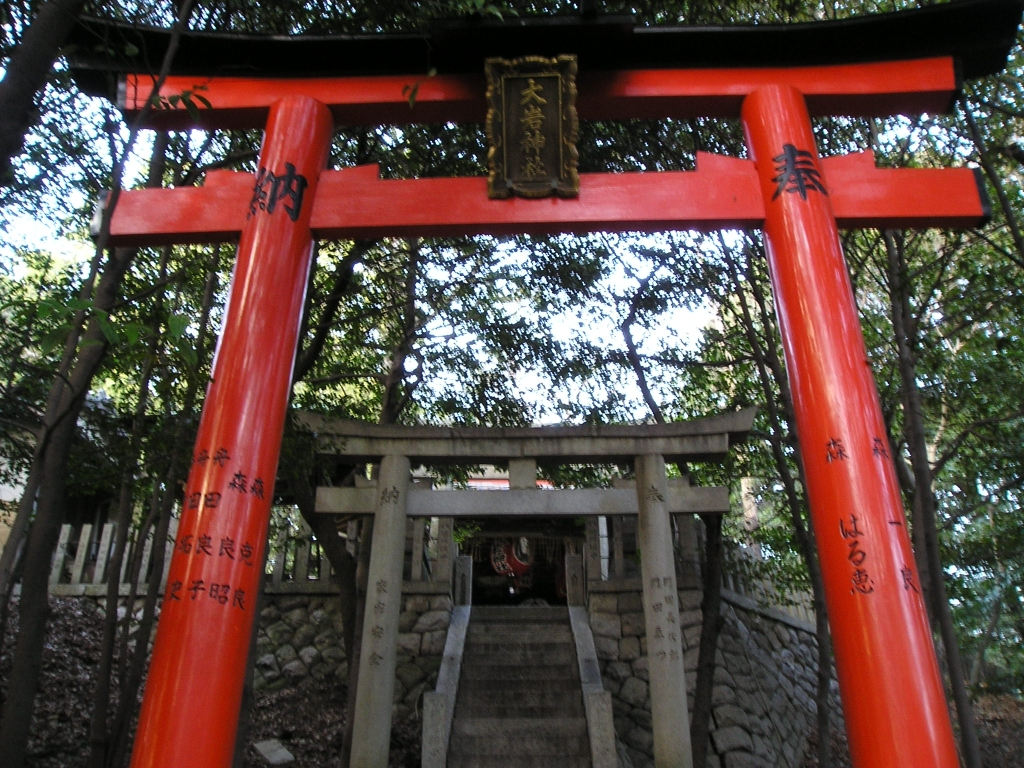
大岩神社
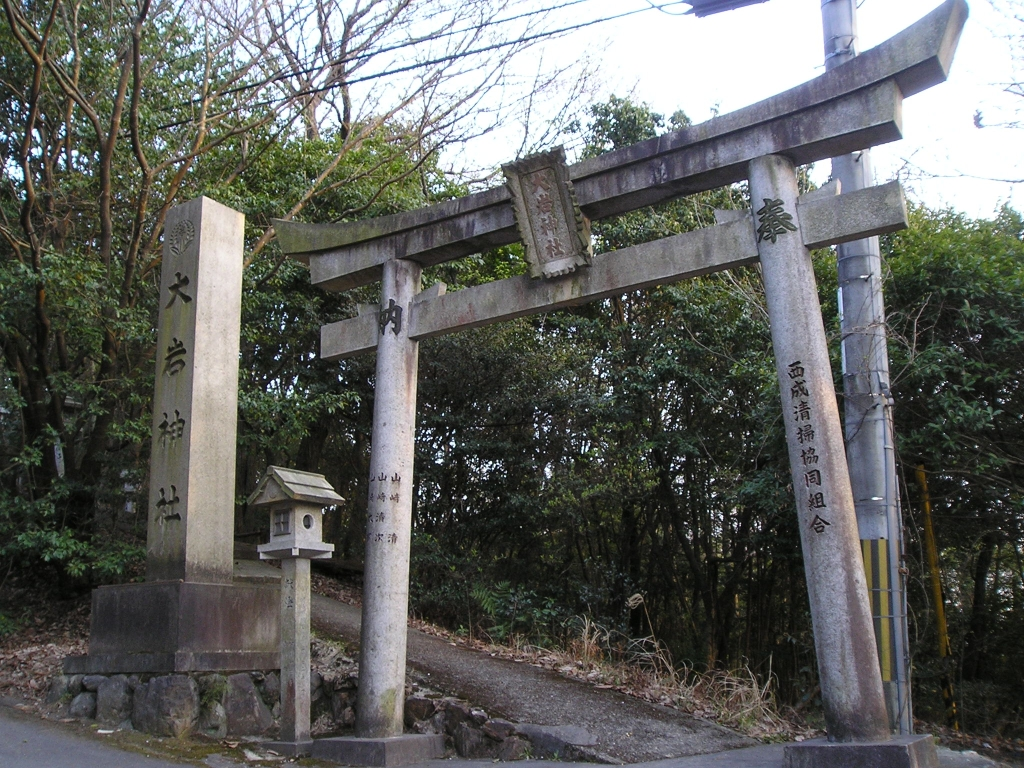
大岩神社参道
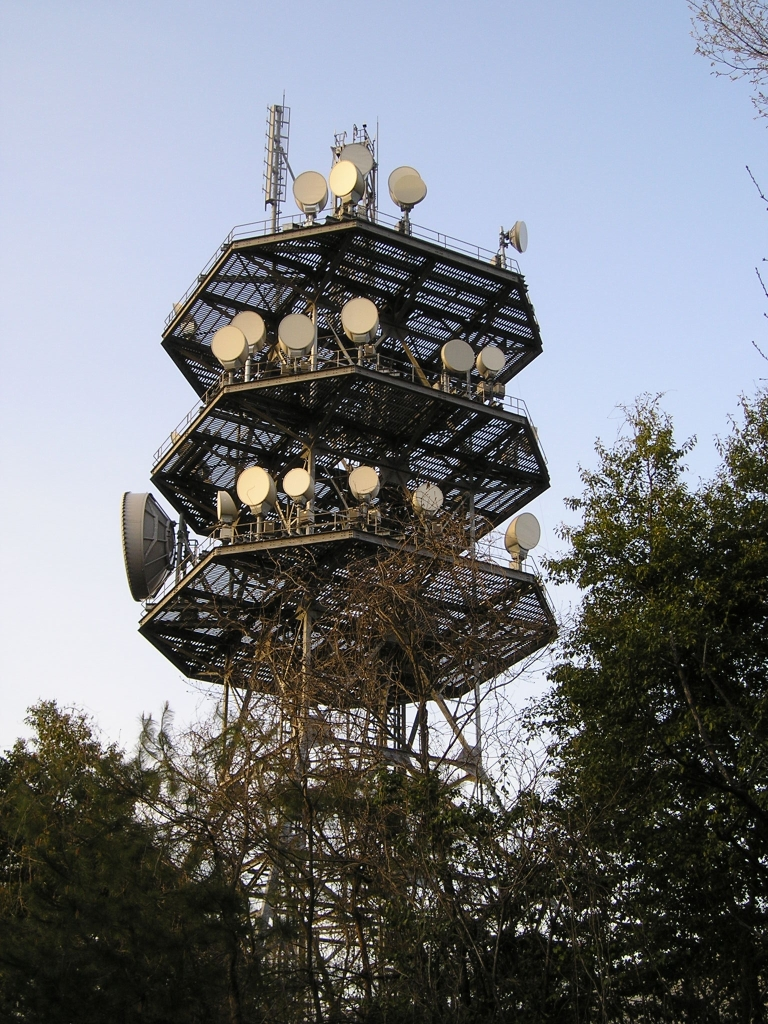
NTTの中継施設
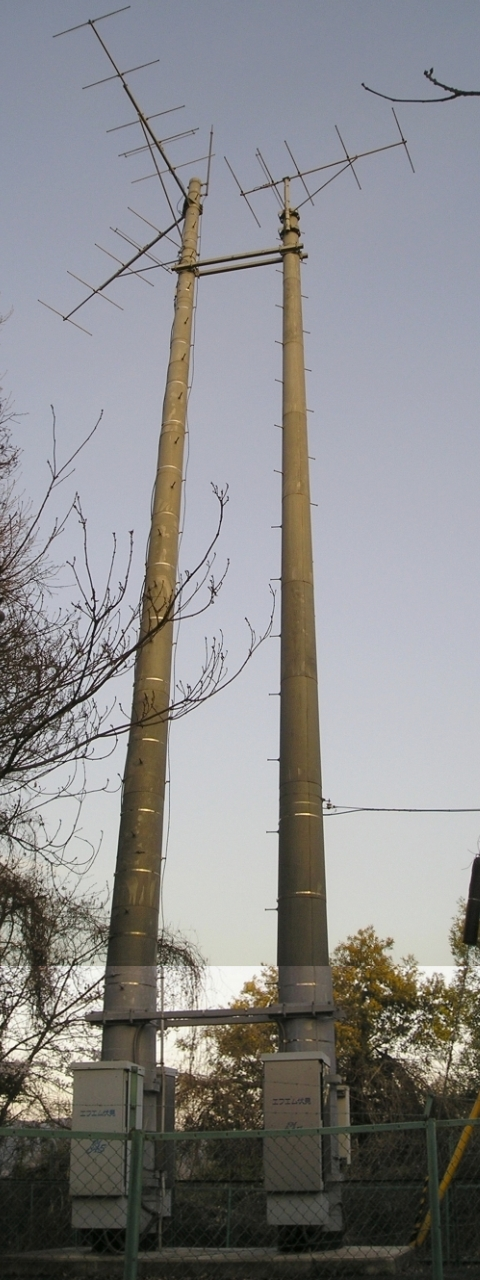
FM845の送信施設